# Постель, Георг Вильгельм
Георг-Вильгельм Постель (нем. Georg-Wilhelm Postel; 25 апреля 1896—20 сентября 1953) — немецкий военачальник, участник Первой и Второй мировых войн, генерал-лейтенант. Кавалер Рыцарского креста с Дубовыми листьями и Мечами. Умер в советском плену.

## Первая мировая война
В августе 1914 года добровольцем вступил в армию, фанен-юнкером (кандидат в офицеры) в 14-й (3-й Померанский) им. графа Шверина пехотный полк. В сентябре 1915 года получил звание лейтенанта. За время войны был награждён Железными крестами обеих степеней. 
 Среди прочих наград за Первую мировую войну — Рыцарский крест Военного ордена Святого Генриха, прусский Княжеский орден дома Гогенцоллерн 3-й степени с мечами и Рыцарский крест 2-й степени с мечами Ордена Альбрехта.

## Между войнами
После войны продолжил службу в рейхсвере. С 1 апреля 1925 — старший лейтенант.
В апреле 1936 года получил звание подполковника, командовал 1-м батальоном 364-го пехотного полка.

## Вторая мировая война
Участвовал во Французской кампании, с июля 1940 года — командир полка 161-й пехотной дивизии.
С 22 июня 1941 года участвовал в германо-советской войне. Бои в Белоруссии, в районе Смоленска, Вязьмы. С декабря 1941 года — бои в районе Ржева. Постель произведён в звание полковника, в феврале 1942 года награждён Золотым немецким крестом. В августе 1942 года за продолжавшиеся бои в районе Ржева полковник Постель награждён Рыцарским крестом.
В январе 1943 года Постель произведён в звание генерал-майора и назначен командиром 320-й пехотной дивизии (на южном участке советско-германского фронта). Бои в районе Харькова (в марте 1943 — награждён Дубовыми листьями (№ 215) к Рыцарскому кресту), затем бои на южном фасе Курской дуги и снова в районе Харькова. С 1 сентября 1943 — Постель в звании генерал-лейтенанта.
Трижды (14 февраля 1943 года, 19 января и 31 августа 1944 года) упоминался в Вермахтберихте.
В марте 1944 года за бои в районе Черкасс генерал-лейтенант Постель награждён Мечами (№ 57) к Рыцарскому кресту с Дубовыми листьями. 16 июля 1944 — назначен командующим 30-м армейским корпусом (в Румынии). В конце августа 1944 года Румыния перешла на сторону СССР, 30-й немецкий корпус был окружен. 30 августа 1944 — генерал-лейтенант Постель взят в советский плен.

## После войны
20 сентября 1953 года генерал-лейтенант Постель умер от туберкулёза в советском лагере военнопленных в районе города Шахты.

## Награды
- Железный крест (1914) 2-го и 1-го класса (Королевство Пруссия)
- Военный орден Святого Генриха рыцарский крест (Королевство Саксония)
- Орден Альбрехта рыцарский крест 2-го класса с мечами (Королевство Саксония)
- Почётный крест княжеского Дома Рейс 3-го класса с мечами (Княжество Рейсс)
- Почётный крест Первой мировой войны 1914/1918 с мечами
- Медаль «За выслугу лет в вермахте» с 4-го по 1-й класс
- Пряжка к Железному кресту 2-го класса (10 июля 1941)
- Пряжка к Железному кресту 1-го класса (17 августа 1941)
- Нагрудный знак «За ранение» (1939) в серебре
- Нагрудный штурмовой пехотный знак в серебре
- Медаль «За зимнюю кампанию на Востоке 1941/42»
- Немецкий крест в золоте (28 февраля 1942)
- Рыцарский крест Железного креста с дубовыми листьями и мечами
  - рыцарский крест (9 августа 1942)
  - дубовые листья (№ 215) (28 марта 1943)
  - мечи (№ 57) (26 марта 1944)
- Упоминание в Вермахтберихт (14 февраля 1943, 19 января и 31 августа 1944)